# Jan XVI
Jan XVI (właśc. Jan Filagatos, ur. w Rossano, zm. 26 sierpnia 1001) – antypapież w okresie od lutego 997 do maja 998.

## Życiorys
Z pochodzenia był Grekiem, a urodził się w Kalabrii. Otton II mianował go kanclerzem Italii, a później opatem benedyktynów w Nonantola niedaleko Modeny. Cesarzowa Teofano wyznaczyła go na wychowawcę swojego syna siedmioletniego Ottona III, a potem wyniosła go do godności arcybiskupa Piacenzy. Został wysłany do Konstantynopola, gdzie miał poszukać księżniczki bizantyńskiej na małżonkę dla młodego Ottona. Wrócił do Rzymu w 996 tuż po powstaniu przeciwko Grzegorzowi V.
Dzięki nominacji Krescencjusza Nomentanusa został obrany papieżem w 997 roku. W tym okresie papiestwo było przedmiotem sporów, przede wszystkim na tle interesów politycznych i gospodarczych. Antypapież Jan XVI poniósł karę, gdy Otton III powtórnie przybył do Rzymu. Wówczas Jan XVI został ekskomunikowany, okaleczony i dożywotnio osadzony w klasztorze. Natomiast Krescencjusz II został ścięty, a do władzy powrócił prawowity papież – Grzegorz V.